# Bouhachana
Bouhachana est une commune de la wilaya Guelma en Algérie.
Terre natale de  Aouassa Houria, née en 1938, et première Commandante de l'armée de libération Nationale. 